# Zorg en Zekerheid Leiden
Zorg en Zekerheid Leiden ist ein niederländischer Basketballverein aus Leiden. Der Verein wurde dreimal Landesmeister.

## Geschichte
Der Verein wurde 1958 als Bona Stars gegründet. 1967 spielte der Klub seine erste Saison in der höchsten niederländischen Basketball-Liga, der Eredivisie. Man hatte sich mittlerweile in BS Leiden umbenannt und gegen die größeren Teams, wie z. B. Amsterdam war das Team chancenlos. Dies änderte sich in der Folgezeit. Mercasol Leiden, wie der Verein mittlerweile hieß, drang in die Spitzengruppe ein, scheiterte aber in den Play-offs regelmäßig früh. Als Parker zum Hauptsponsor wurde, gewann die Mannschaft erstmals die Meisterschaft, im Finale bezwang man Punch Delft.
Die Begeisterung für Basketball stieg nach dem Titelgewinn. 1979 spielte Leiden vor 11.000 Besuchern in den Groenoordhallen gegen Den Bosch, was bis heute einen nationalen Zuschauerrekord darstellt.
Auch auf europäischer Ebene machte der Verein auf sich aufmerksam, als man im Europapokal der Pokalsieger erst im Halbfinale an Emerson Varese scheiterte.
Die Leidener konnten die Leistungen aus dem Titeljahr auf Dauer jedoch nicht wiederholen.
1983 stieg Elmex als Namensgeber ein, man gewann noch die eher unbedeutende Haarlem Basketball Week, ehe Elmex sein Engagement wieder einstellte und der Verein aus finanziellen Gründen freiwillig abstieg.
Nach über zwei Jahrzehnten in der Bedeutungslosigkeit erreichte der mittlerweile von Zorg en Zekerheid gesponserte Klub im Jahr 2006 wieder die erste Liga. Man konnte sich in dieser wieder etablieren und wurde 2011 zum zweiten Mal Meister. Den niederländischen Pokal holte man in derselben Saison sowie 2012. In der EuroChallenge kam man 2012 bis in die zweite Gruppenphase.
2013 wurde die dritte Meisterschaft errungen.

## Halle
Der Verein trägt seine Heimspiele in der 2000 Plätze umfassenden Vijf Meihal aus.

## Erfolge
- 4 × Niederländischer Meister (1978, 2011, 2013, 2021)
- 1 × Bnxt-champion (2022)
- 3 × niederländischer Pokalsieger (2010, 2012, 2018)

## Namensgeschichte
Durch mehrmaliges Wechseln des Hauptsponsors hatte der Verein seit Gründung sechs Namen:
- Bona Stars
- BS Leiden
- Mercasol Leiden
- Parker Leiden
- Elmex Leiden
- Zorg en Zekerheid Leiden